# Lou Costello
Pour les articles homonymes, voir Costello.
Lou Costello, de son vrai nom Louis Francis Cristillo, né le 6 mars 1906 à Paterson (New Jersey) et mort le 3 mars 1959 à Beverly Hills (Californie), est un acteur, producteur et humoriste américain. Il est principalement connu avoir formé avec Bud Abbott le duo comique Abbott et Costello.

## Biographie
Lou Costello est né à Paterson, dans le New Jersey, dans une famille d'origine italienne.
Il a fréquenté l'école publique n°15 de Paterson. Il était considéré comme un sportif doué. Il a pratiqué assidûment le basket-ball et la boxe, où il combattait sous le pseudonyme de "Lou King".

### Walk Of Fame
Lou Costello est, avec son partenaire Bud Abbott, une des rares vedettes à avoir recueilli 3 étoiles sur le Walk of Fame d'Hollywood Boulevard : cinéma (au 6438), télévision (au 6276), radio (au 6780).

### Décès
Peu de temps après avoir terminé The 30 Foot Bride of Candy Rock, son seul film réalisé après la fin de son duo avec Abbott, il a une crise cardiaque, et meurt trois jours avant son 53e anniversaire à l'hôpital de Beverly Hills.

### Postérité
Lou Costello est cité à plusieurs reprises par les personnages de Paterson, de Jim Jarmush, comme une des 3 célébrités de la ville du même nom (avec William Carlos Williams et Allen Ginsberg).

## Filmographie
Sauf indication contraire, les informations mentionnées dans cette section peuvent être confirmées par la base de données cinématographiques IMDb,  présente dans la section « Liens externes ».

### comme acteur
- 1926 : Bardelys le magnifique (Bardelys the Magnificent), de King Vidor : Extra
- 1927 : Taxi-girl (The Taxi Dancer) : Extra
- 1927 : Le Bel Âge (The Fair Co-Ed) : Extra
- 1927 : La Bataille du siècle (The Battle of the Century) : Boxing Hall extra
- 1928 : Rose-Marie : Extra
- 1928 : Le Plus Singe des trois (Circus Rookies) d'Edward Sedgwick : Extra
- 1928 : Les Cosaques (The Cossacks) de George William Hill (non crédité)
- 1940 : Une nuit sous les tropiques (One Night in the Tropics) : Costello
- 1941 : Deux Nigauds soldats (Buck Privates) : Herbie Brown
- 1941 : Deux Nigauds marins (In the Navy) : Seaman Pomeroy Watson
- 1941 : Fantômes en vadrouille (Hold That Ghost) : Ferdinand 'Ferdie' Jones
- 1941 : Deux Nigauds aviateurs (Keep 'Em Flying) : Heathcliff
- 1942 : Screen Snapshots Series 21, No. 6 : Lou Costello
- 1942 : Deux Nigauds cow-boys (Ride 'Em Cowboy) : Willoughby
- 1942 : Rio Rita : 'Wishy' Dunn
- 1942 : Deux Nigauds dans une île (Pardon My Sarong) : Wellington Pflug, aka Moola
- 1942 : Deux Nigauds détectives (Who Done It?) : Mervin Q. Milgrim / Voice of Himself on Radio
- 1943 : Deux Nigauds dans le foin (It Ain't Hay) : Wilbur Hoolihan
- 1943 : Deux Nigauds dans la neige (Hit the Ice) : Weejie 'Tubby' McCoy
- 1944 : Hommes du monde (In Society) : Albert Mansfield
- 1944 : Aventures au harem (Lost in a Harem) : Harvey D. Garvey
- 1945 : Deux Nigauds au collège (Here Come the Co-eds) : Oliver Quackenbush aka Daisy Dimple
- 1945 : Show Boat en furie (The Naughty Nineties), de Jean Yarbrough : Sebastian Dinwiddle
- 1945 : Abbott et Costello à Hollywood (Abbott and Costello in Hollywood) : Abercrombie
- 1946 : Deux Nigauds vendeurs (Little Giant) : Benny Miller
- 1946 : Deux Nigauds dans le manoir hanté (The Time of Their Lives) : Horatio Prim
- 1947 : Deux Nigauds démobilisés (Buck Privates Come Home) : Herbie Brown
- 1947 : Deux Nigauds et leur veuve (The Wistful Widow of Wagon Gap) : Chester Wooley
- 1948 : Trente-six Heures à vivre (The Noose Hangs High) de Charles Barton : Homer Hinchcliffe
- 1948 : Deux Nigauds contre Frankenstein (Abbott and Costello meet Frankenstein) : Wilbur Grey
- 1948 : Deux Nigauds toréadors (Mexican Hayride) : Joe Bascom aka Humphrey Fish
- 1949 : Deux Nigauds en Afrique (Africa Screams) de Charles Barton : Stanley Livington
- 1949 : Deux Nigauds chez les tueurs (Abbott and Costello Meet the Killer, Boris Karloff) : Freddie Phillips
- 1950 : Deux Nigauds légionnaires (Abbott and Costello in the Foreign Legion) : Lou Hotchkiss
- 1951 : Deux Nigauds contre l'homme invisible (Abbott and Costello Meet the Invisible Man) : Lou Francis
- 1951 : Deux Nigauds chez les barbus (Comin' Round the Mountain) : Wilbert
- 1952 : The Abbott and Costello Show (série TV) : Lou Costello
- 1952 : La Poule aux œufs d'or (Jack and the Beanstalk) : Jack / Jack Strong
- 1952 : Deux Nigauds en Alaska (Lost in Alaska) : George Bell
- 1952 : Abbott and Costello Meet Captain Kidd : Captain 'Puddin' head' Feathergill
- 1953 : Deux Nigauds contre le Dr Jekyll et Mr Hyde (Abbott and Costello Meet Dr. Jekyll and Mr. Hyde) : Tubby
- 1953 : Deux Nigauds chez Vénus (Abbott and Costello Go to Mars) : Orville
- 1954 : Fireman Save My Child : Man in Long Shots
- 1955 : Deux Nigauds et les flics (Abbott and Costello Meet the Keystone Kops) : Willie Piper
- 1955 : Deux Nigauds et la momie (Abbott and Costello Meet the Mummy) de Charles Lamont : Freddie Franklin
- 1956 : Deux Nigauds dans le pétrin (en) (Dance with Me Henry) : Lou Henry
- 1959 : The 30 Foot Bride of Candy Rock : Artie Pinsetter
- 1965 : The World of Abbott and Costello - Ce film est une compilation de certains de leurs meilleurs films en carrière.

### comme producteur
- 1944 : A Wave, a WAC and a Marine
- 1948 : Trente-six heures à vivre (The Noose Hangs High)
- 1948 : 10,000 Kids and a Cop
- 1952 : La Poule aux œufs d'or (Jack and the Beanstalk)
- 1952 : Abbott and Costello Meet Captain Kidd
- 1953 : I'm the Law (série télévisée)